# Mala pruga
Mala pruga (en serbe cyrillique : Мала пруга) est un quartier de Belgrade, la capitale de la Serbie. Il est situé dans la municipalité urbaine de Zemun.
En serbe, le nom du quartier signifie « la petite ligne de chemin de fer ».

## Présentation
Mala pruga est situé à la limite nord-ouest de la zone urbaine de Zemun. Le quartier s'étend le long de la rue Male pruge et de l'autoroute Belgrade-Novi Sad (route européenne E 75). Il est entouré par les quartiers de Galenika au nord, Altina au sud et, au nord-est, il s'étend en direction de Zemun polje. Le quartier est mi-résidentiel mi-industriel, avec de petites usines et de nombreux entrepôts.

## Transports
Mala pruga est desservi par la ligne 707 (Zeleni venac – Mala pruga – Zemun polje) de la société GSP Beograd.